# Hartford (Wisconsin)
Hartford is een plaats (city) in de Amerikaanse staat Wisconsin, en valt bestuurlijk gezien onder Dodge County en Washington County.

## Demografie
Bij de volkstelling in 2000 werd het aantal inwoners vastgesteld op 10.905. In 2006 is het aantal inwoners door het United States Census Bureau geschat op 13.265, een stijging van 2360 (21,6%).

## Geografie
Volgens het United States Census Bureau beslaat de plaats een oppervlakte van 15,6 km², waarvan 15,5 km² land en 0,1 km² water. Hartford ligt op ongeveer 241 m boven zeeniveau.

## Plaatsen in de nabije omgeving
De onderstaande figuur toont nabijgelegen plaatsen in een straal van 20 km rond Hartford.